# Kansas City Board of Trade
Le Kansas City Board of Trade (KCBT), était un marché américain de produits de base contrats à terme et options de change réglementé par la Commodity Futures Trading Commission. Spécialisée dans le contrat à terme sur le blé d'hiver dur rouge, il était situé à 4800 Rue Principale à Kansas City, Missouri.
Le 17 octobre 2012, le CME Group a annoncé qu'il allait acquérir le KCBT pour 126 millions de dollars en espèces. Selon les conditions de l'opération, le parquet du Kansas City Board of Trade est resté ouvert pendant au moins six mois. Le parquet a ensuite été consolidé avec les opérations de Chicago en juin 2013 et a cessé ses activités à Chicago le 2 juillet 2015.

## L'histoire
Le KCBT a été fondé en 1856, peu de temps après la fondation de Kansas City elle-même et a servi à la ville de la chambre de commerce. Il a été officiellement agréés en 1876 et parmi les fondateurs, il y avait Edward H. Allen.
Le marché était à l'origine situé au 8ème et Wyandotte Rues. En 1925, puis en 1966, il a déménagé à son dernier emplacement sur le Country Club Plaza.

## Les opérations
Les principaux produits échangés étaient des contrats à terme sur le blé dur rouge d'hiver — l'ingrédient principal du pain — ainsi que des options dérivées à partir de ceux-ci. En raison de sa valeur nutritive, le blé dur rouge d'hiver était généralement négocie avec une prime sur le cours du blé tendre rouge d'hiver, échangé au Chicago Board of Trade.
En 1982, le KCBT est la première bourse offrant un contrats à terme sur indice boursier, le Value Line Composite Index, composé des cours de 1 675 sociétés américaines. Les options sur ce contrat à terme ont été introduites en 1992. Le 12 décembre 2004, ce contrat était uniquement négocié par le biais d'une plate-forme électronique.